# Peperomia deceptrix
Peperomia deceptrix är en pepparväxtart som beskrevs av William Trelease. Peperomia deceptrix ingår i släktet peperomior, och familjen pepparväxter. Inga underarter finns listade i Catalogue of Life.